# Ensina
Ensina is een geslacht van insecten uit de familie van de boorvliegen (Tephritidae).

## Soorten
- Ensina azorica Frey, 1945
- Ensina decisa Wollaston, 1858
- Ensina sonchi (Linnaeus, 1767) - ongevlekte composietenboorvlieg